# Gino Tozzi
Gino Tozzi (Castelnuovo Berardenga, 22 aprile 1924 – Siena, 20 ottobre 1964) è stato un partigiano italiano.

## Biografia
Alla fine di agosto del 1943 fu chiamato alla leva militare fascista. Dopo un periodo di addestramento a Roma, il 1º marzo 1944 fu destinato ad Udine e due mesi dopo a Casarsa per completare la preparazione di aviere aeronautico. Successivamente, fu trasferito a Cuneo e quindi ad Ussolo in Valle Maira. L'8 giugno 1944, in seguito ad una incursione dei partigiani, passò alla Resistenza con la 2ª Divisione alpina "Giustizia e Libertà" Brigata Val Maira, Sezione Autonoma Guastatori (comandante Rino), fino al 6 marzo 1945, e alla Brigata Val Varaita fino alla fine della guerra, comandanti Detto e Gianaldo (alias Italo Berardengo, 1918-2010). Con il nome di battaglia Gino partecipò alla liberazione di Sampeyre, Casteldelfino, Boves, Saluzzo e Cuneo.
Le principali operazioni di guerra cui partecipò furono:
- 30 luglio 1944 - fatti d'armi di San Damiano Macra;
- dal 26 al 30 agosto 1944 - difesa della Valle Maira contro forze tedesche;
- dal 14 al 16 settembre 1944 - rastrellamento Val Varaita;
- 15 ottobre 1944 - azione di fuoco in seguito a rastrellamento di forze nazi-fasciste (tre partigiani caduti);
- dal 27 al 30 novembre 1944 - rastrellamento della Valle Maira e della Valle Grana;
- dal 13 al 17 febbraio 1945 - rastrellamento della Valle Maira e della Valle Grana;
- 21 marzo 1945 - azione di fuoco per sabotaggio ponte nella Val Varaita;
- 26 aprile 1945 - insurrezione nazionale - azioni di fuoco nella presa di Sampeyre e Casteldelfino e liberazione della Val Varaita.

Dall'11 maggio 1945 fu a disposizione del Comando Militare Italo-Alleato di Cuneo.

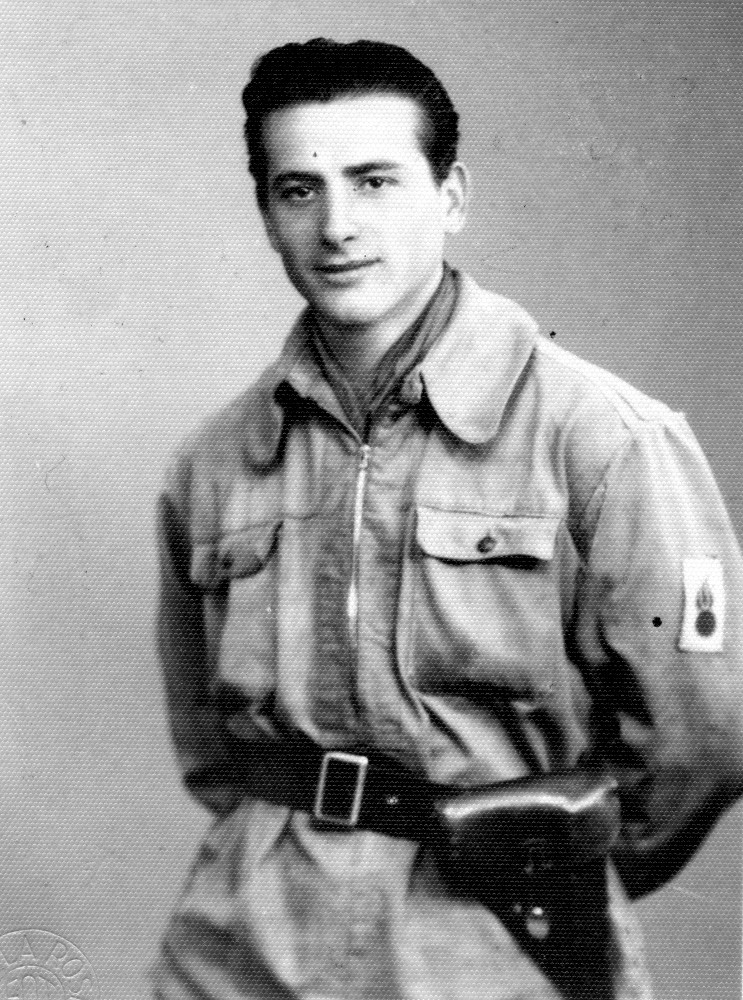
Il partigiano Gino Tozzi a Saluzzo nel maggio 1945 (fotografo Della Rosa)

La qualifica di partigiano combattente venne deliberata dal Ministero dell'assistenza post-bellica, Commissione Regionale Piemontese per l'accertamento delle qualifiche partigiane, in data 16 dicembre 1946, atto n. 16441, con questa dicitura: Visto il foglio notizie, sentite le testimonianze dei membri delle formazioni da cui dipendeva l'interessato, attuati ulteriori accertamenti, delibera che il Volontario Tozzi Gino, nomi partigiani assunti "Gino", figlio di Luigi e di Ada Losi, ha diritto alla qualifica di "partigiano combattente". Il documento è firmato dal Presidente della Commissione gen. Alessandro Trabucchi.
Dopo la guerra riprese il suo lavoro di falegname con specializzazione nell'intarsio, tanto che un suo trumeau stile Luigi XV, intarsiato con vedute di Siena, esposto in mostra nel 1963 alle Logge del Papa a Siena, fu richiesto da una delegazione americana in visita alla città per una esposizione negli USA.
Morì per un improvviso malore mentre, dopo pranzo, tornava al lavoro sul suo scooter. Un automobilista, accortosi che si era accasciato sul ciglio della strada in viale Sclavo in direzione della stazione ferroviaria, chiamò i vicini Vigili del Fuoco che, con una ambulanza lo soccorsero e portarono all'ospedale che, all'epoca, si trovava ancora al Santa Maria della Scala in Piazza del Duomo, ma all'arrivo poterono constatare solo l'avvenuto decesso.
È sepolto nel cimitero del Laterino di Siena.

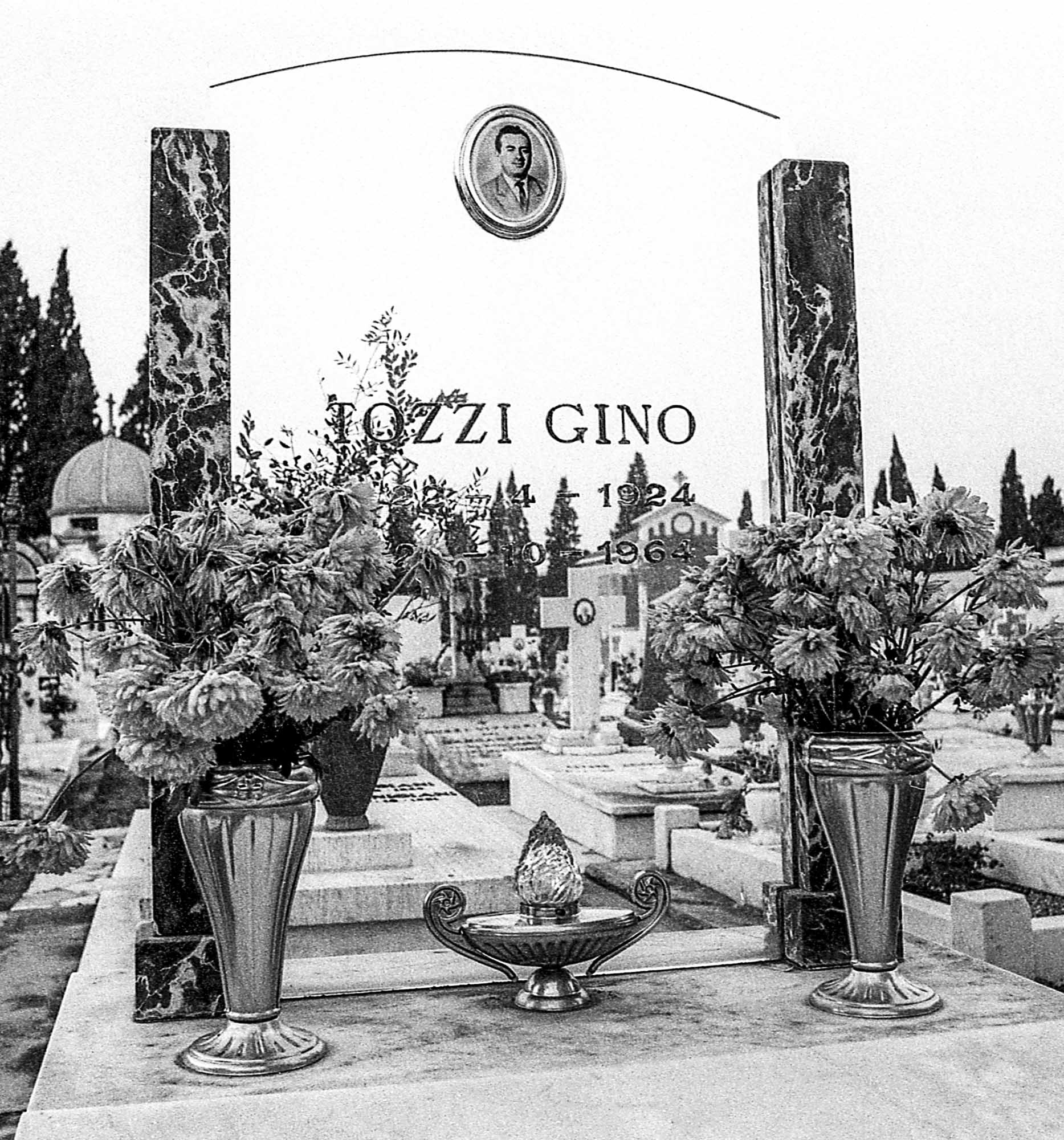
La tomba di Gino Tozzi al Cimitero del Laterino